# Скот, Томас
Томас Скот  (англ. Thomas Scot; ум. 17 октября 1660, Вестминстер) — английский политик, был одним из членов суда, приговорившего к смертной казни короля Карла I.

## Биография
О большей части его жизни ничего неизвестно; в 1644 году он работал юристом в Бакингемшире, а в 1645 году стал членом парламента от Эйлсбери. В январе 1649 года он стал одним из ярых сторонников суда над королём Карла I и подписал ему смертный приговор.
С июля 1649 года Скот управлял разведывательной организацией, нанимая агентов и провокаторов, внедряя их среди роялистов. Скот управлял этой организацией до 1653 года, пока в июле 1653 года, его организацию не возглавил Джон Терло. Скот был известен, как сторонник республики и выступал против создания протектората Оливеря Кромвеля. Несмотря на то что он не признал протекторат, он в 1654 и 1656 годах дважды избирался депутатом парламента.
В правление Ричарда Кромвеля, в январе 1659 года он был избран в парламент, но был в числе депутатов, которые выступали против протектората. После отставки Ричарда, Скот продолжил работать в Государственном совете, став руководителем сети агентов. В октябре 1659 года генерал-майор Джон Ламберт распустил парламент из-за внутренних противоречий и установил военную диктатуру, а Скот и его соратники обратились к генералу Джорджа Монка, с просьбой поддержать Английское Содружество.
В январе 1660 года войска генерала Джорджа Монка заняли Лондон, в результате этого был восстановлен парламент, а Скот был назначен государственным секретарём. Восстановленный парламент решил призвать на трон Карла II, сына казнённого короля. В апреле того же года Скот бежал в Брюссель, где был вынужден сдаться властям в надежде на помилование.
В октябре 1660 года Скот предстал перед судом, который приговорил его к смерти, как государственного изменника и цареубийцу. 17 октября 1660 года он был казнён в Вестминстере через повешение, потрошение и четвертование.